# 12838 Adamsmith
12838 Adamsmith eller 1997 EL55 är en asteroid i huvudbältet som upptäcktes den 9 mars 1997 av den belgiske astronomen Eric W. Elst vid La Silla-observatoriet. Den är uppkallad efter nationalekonomen Adam Smith.
Den tillhör asteroidgruppen Koronis.